# A.N.I.M.A.L.
A.N.I.M.A.L. (abreviação de Acosados Nuestros Indios Murieron Al Luchar) é uma banda argentina de groove metal/new metal formada em 1992 em Buenos Aires.

## Ex-membros
- Andrés Giménez (vocal e guitarra) 1992 - 2006
- Martín Carrizo (bateria) 1994 - 1998 e 2004 - 2006
- Cristian "Titi" Lapolla (baixo) 2000 - 2006
- Javier Dorado (bateria) 1993 e 2001 - 2003
- Marcelo Castro (bateria) 2000 - 2001
- Marcelo "Corvata"Corvalán (baixo) 1992 - 1999
- Andrés "El Niño" Vilanova (bateria) 1998 - 1999
- Aníbal Aló (bateria) 1992 - 1993

## Discografia
- Acosados Nuestros Indios Murieron Al Luchar (1993)
- Fin de un Mundo Enfermo (1994)
- El Nuevo Camino del Hombre (1996)
- Poder Latino (1998)
- Usa Toda Tu Fuerza (1999)
- Animal 6 (2001)
- Combativo (2004)
- Vivo en Red House (2016)
- Una razon para seguir (2018)